# Yung Hurn
Pour les articles homonymes, voir Hurn (homonymie).
Julian Sellmeister, également connu sous le nom de Yung Hurn (né le 18 janvier 1995) est un rappeur autrichien du quartier viennois de Donaustadt. Depuis 2016, il apparaît également sous le nom de K. Ronaldo en tant que frère aîné fictif de lui-même. Le K. signifiant Kristallo ou Kristus. Il faisait partie du collectif berlinois Live From Earth. Le 8 novembre 2019, il sort son album "Y".

## Biographie
Yung Hurn est originaire du quartier viennois de Hirschstetten, dans le 22ème arrondissement de Donaustadt. Lors de sa jeunesse il a joué au football pour le SV Hirschstetten.
En 2014, en échec scolaire, Sellmeister fait connaissance du rappeur viennois Rap4Fikk et a commencé peu de temps à rapper lui-même. En collaboration avec le producteur Lex Lunger, Yung Hurn a enregistré l'EP "Wiener Linien" en 2015. En juillet de la même année il sort sa première mixtape "22" dont le morceau "Nein" a été élu l'un des 10 meilleurs morceaux de musique nationale de l'année par les lecteurs du magazine de hip-hop allemand Juice.
En 2016, Sellmeister sort la mixtape "I Wanted to Kill Myself but Today is my Mothers Birthday" sous le nom K. Ronaldo. De plus Yung Hurn a sorti lors de la même année le single "Bianco" en collaboration avec le rappeur allemand RIN. Ce single a été nommé single de l'année dans les charts annuels du magazine allemand Juice.
Le 23 décembre 2016, la compilation "Memory of Yung Hurn - Classic Compilation" a été publiée, et dont la première version ne pouvait être achetée que sous forme numérique et uniquement diffusée sur des portails populaires. En 2015, Yung Hurn avait déclaré que sa musique serait toujours disponible en téléchargement gratuit. L'album a également reçu une édition limitée en vinyle en juin 2017.
En 2017, sortent l'EP "Love Hotel" et les deux singles "Popo" et "Ok Cool". En juin de la même année, Yung Hurn a annoncé sur Twitter qu'il ne voulait plus faire de rap après 2017. En décembre 2017, parallèlement à la sortie du single "GGGut", il annonce vouloir sortir un album intitulé "1220", en référence au code postal du quartier de Donaustadt, au printemps 2018. L'album sort officiellement le 4 mai 2018.
Avec la sortie du single "Cabrio", peu avant sa participation au Donauinselfest 2019, Yung Hurn annonce un nouvel album nommé "Y" pour la même année. Il a également annoncé dans une interview avec la station de radio FM4 qu'il travaillait sur un album avec le Love Hotel Band.

## Style et influences
Le style musical de Yung Hurn a été rapidement attribué par les journalistes comme étant du cloud rap, style qui a débuté aux États-Unis à la fin des années 2000. Dans ses premiers morceaux, Yung Hurn dit s'être inspiré des représentants du Horrorcore et des pionniers du hip-hop tel que Three 6 Mafia et Lil B,. Ce dernier est souvent appelé comme le fondateur du cloud rap. Yung Hurn a également déclaré à propos de ses influences musicales qu'il écoutait aussi bien de l'indie que de la "deep dirty techno". Ainsi, Tame Impala ou Falco, mais surtout les Beatles l'ont fortement influencé,.
Yung Hurn s'est éloigné du hip-hop pur avec le "Love Hotel" EP. Le jour de la Saint-Valentin est sorti le deuxième titre nommé "Diamant", une chanson rétro pop atypique pour Yung Hurn sans aucun intermède rap. La vidéo dans le style des années 1980, montre la chanson interprétée par le Love Hotel Band, qui comprend Yung Hurn et l'acteur berlinois Lars Eidinger. Le groupe se produit également en live.